# Grafo de ligação
Os grafos de ligação são utilizados, entre outras coisas, na representação de sistemas físicos para que, de uma forma consistente e unificada, seja possível obter-se as equações de governo de suas variáveis. São utilizados em diversas áreas da física, como, por exemplo, mecânica, elétrica, hidráulica, pneumática, termodinâmica, química, etc.